# Hendrik Vandamme
Hendrik Vandamme (Oostende, 1964), is een Belgisch landbouwer en bestuurder.

## Levensloop
Vandamme bestuurt een landbouwbedrijf dat actief is in de akkerbouw nabij de luchthaven van Oostende. 
In 1994 trad Vandamme toe tot het arrondissementele bestuur van het Algemeen Boerensyndicaat (ABS). Van 2005 tot 2009 was hij ondervoorzitter van ABS West-Vlaanderen. In april 2009 volgde hij Kamiel Adriaens op als nationaal voorzitter van de organisatie.
Daarnaast werd hij op 1 december 2015 aangesteld als voorzitter van de Strategische Adviesraad voor Landbouw en Visserij (SALV).